# 葉戈里耶夫斯克
55°23′N 39°02′E / 55.383°N 39.033°E
葉戈里耶夫斯克（俄语：Его́рьевск）是俄羅斯莫斯科州的一個城市，位於莫斯科東南約114公里處克利亞濟馬河畔。2002年人口68,303人。
1462年建立，1778年建市。